# 蛇の海
蛇の海（へびのうみ）は、月の危難の海の東部に位置する月の海の一つであり、月の表側にある。蛇の海はネクタリス代に作られた平地であり、表面の地層は黒っぽい洪水玄武岩でできている。